# Посвящение (альбом Николая Баскова)
«Посвящение» — первый студийный альбом российского певца Николая Баскова, который вышел в 2000 году. Состоит из 16 композиций.

## Особенности альбома
- Песня «Памяти Карузо» заняла лидирующие позиции, что собственно и позволило сделать Баскова достаточно популярным, а также это первый его хит.
- «Памяти Карузо», «О, Натали» и «Снегурочка» — известные песни Баскова.
- Когда этот альбом был выпущен, Николаю было 24 года.

## Описание
Альбом начинается с песни «Памяти Карузо», первого хита Николая Баскова (также на эту композицию снят клип). Далее следует песня «Гранада», посвящённая этому городу. Основными исполнителями песни «О, Натали» также были:
- сам композитор, Евгений Мартынов (1948—1990);
- Яак Йоала (1950—2014);
- Иосиф Кобзон (1937—2018);
- Мурат Насыров (1969—2007).

Песню «Тайна», на которую также был снят видеоклип, Басков исполнил вместе с Любовью Казарновской. Заканчивается альбом песней «Ave Maria».

## Список композиций
| №   | Название                         | Текст песни               | Музыка                    | Длительность |
| --- | -------------------------------- | ------------------------- | ------------------------- | ------------ |
| 1.  | «Памяти Карузо»                  | Лучо Далла                | Лучо Далла                | 3:50         |
| 2.  | «Гранада»                        | Агустин Лара              | Агустин Лара              | 3:37         |
| 3.  | «О, Натали»                      | Андрей Дементьев          | Евгений Мартынов          | 5:10         |
| 4.  | «История любви»                  | Т. Мясникова              | Франсис Ле                | 4:12         |
| 5.  | «Для тебя»                       | Т. Мясникова              | Франческо Сартори         | 3:52         |
| 6.  | «Скажите, девушки»               | Михаил Улицкий            | Родольфо Фальво           | 3:40         |
| 7.  | «Осенний вальс»                  | Екатерина Голубева-Польди | Игорь Саруханов           | 4:34         |
| 8.  | «Верю, надеюсь»                  | Т. Мясникова              | Григорий Мурта            | 4:28         |
| 9.  | «Прощай, любовь»                 | «Дельфин»                 | Демис Руссос              | 3:46         |
| 10. | «Два крыла»                      | Вадим Цыганов             | Игорь Слуцкий             | 4:09         |
| 11. | «Снегурочка»                     | Николай Добронравов       | Александра Пахмутова      | 2:41         |
| 12. | «Свадебный вальс»                | Валерий Беккер            | Александр Морозов         | 4:31         |
| 13. | «Настанет день»                  | Иван Бунин                | Владимир Евзеров          | 3:51         |
| 14. | «Мгновение»                      | Наталья Шемятенкова       | Томазо Джованни Альбинони | 3:14         |
| 15. | «Тайна» (с Любовью Казарновской) | Наталья Шемятенкова       | Георг Фридрих Гендель     | 3:29         |
| 16. | «Ave Maria»                      | Адам Шторк                | Франц Шуберт              | 3:32         |

## Клипы
- «Памяти Карузо», «Мгновение», «Тайна» — 2000 год.

## Создатели альбома
- МСК — 0001CD.
- Генеральный продюсер и президент продюсерской кампании «МСК» — Борис Шпигель.
- Исполнительный продюсер — Рашид Дайрабаев.
- Скрипка — Сергей Новиков.
- Дизайн — Алексей Радуген.
- Бэк-вокал — Стелла Аргату, Людмила Салей.
- Запись и сведение — студия «МСК».
- Администратор — Станислав Кришевский.
- Мастеринг — Юрий Богданов.